# Türkiye Şehit Aileleri Derneği Spor Kulübü 2022-2023
Questa voce raccoglie le informazioni riguardanti il Türkiye Şehit Aileleri Derneği Spor Kulübü nelle competizioni ufficiali della stagione 2022-2023.

## Stagione
Il Türkiye Şehit Aileleri Derneği Spor Kulübü disputa la stagione 2022-23 senza alcuna denominazione sponsorizzata.
Partecipa per la prima volta alla Efeler Ligi, dove ottiene un settimo posto in regular season, accedendo ai play-off per il quinto posto: sconfitto in semifinale dal Galatasaray, viene poi battuto anche nella finale per il settimo posto dal Cizre. In Coppa di Turchia, invece, termina la propria corsa ai quarti di finale, estromesso dal torneo per mano dell'Halkbank.

## Organigramma societario
Area direttiva
- Presidente: Kadir Köstekçi

Area tecnica
- Allenatore: Mustafa Çayır
- Allenatore in seconda: Umut Özkan
- Scoutman: Yunus Özben

## Rosa
| N° | Nome              | Ruolo | Data di nascita   | Nazionalità sportiva |
| -- | ----------------- | ----- | ----------------- | -------------------- |
| 1  | İzzet Akkuş       | P     | 19 gennaio 2001   | Turchia              |
| 2  | Vefa Yılmaz       | P     | 24 febbraio 1982  | Turchia              |
| 4  | Ümit Demir        | L     | 1º ottobre 1996   | Turchia              |
| 5  | Baturay Serçiler  | C     | 1º gennaio 1999   | Turchia              |
| 6  | Bardia Saadat     | O     | 12 agosto 2002    | Iran                 |
| 7  | Cüneyt Dağcı      | C     | 13 febbraio 1985  | Turchia              |
| 8  | Görkem Sertel     | C     | 27 ottobre 1992   | Turchia              |
| 9  | Mert Güneş        | S     | 26 agosto 1995    | Turchia              |
| 10 | Marko Vukašinović | S     | 3 luglio 1993     | Montenegro           |
| 11 | Çağlar Aksoy      | O     | 13 luglio 1984    | Turchia              |
| 14 | Hakan Polat       | C     | 11 novembre 1989  | Turchia              |
| 15 | Ahmet Tetik       | S     | 14 gennaio 1998   | Turchia              |
| 18 | Ali Çayır         | L     | 13 settembre 1981 | Turchia              |
| 20 | Mateusz Mika      | S     | 21 gennaio 1991   | Polonia              |

## Statistiche

### Statistiche di squadra
| Competizione     | Punti | In casa | In casa | In casa | In trasferta | In trasferta | In trasferta | Totale | Totale | Totale |
| Competizione     | Punti | G       | V       | P       | G            | V            | P            | G      | V      | P      |
| ---------------- | ----- | ------- | ------- | ------- | ------------ | ------------ | ------------ | ------ | ------ | ------ |
| Efeler Ligi      | 36    | 15      | 8       | 7       | 15           | 6            | 9            | 30     | 14     | 16     |
| Coppa di Turchia | 7     | 0       | 0       | 0       | 0            | 0            | 0            | 4      | 3      | 1      |
| Totale           | -     | 15      | 8       | 7       | 15           | 6            | 9            | 34     | 17     | 17     |

G = partite giocate; V = partite vinte; P = partite perse

### Statistiche dei giocatori
| Giocatore      | Campionato | Campionato | Campionato | Campionato | Campionato | Coppa di Turchia | Coppa di Turchia | Coppa di Turchia | Coppa di Turchia | Coppa di Turchia | Totale | Totale | Totale | Totale | Totale |
| Giocatore      | P          | PT         | AV         | MV         | BV         | P                | PT               | AV               | MV               | BV               | P      | PT     | AV     | MV     | BV     |
| -------------- | ---------- | ---------- | ---------- | ---------- | ---------- | ---------------- | ---------------- | ---------------- | ---------------- | ---------------- | ------ | ------ | ------ | ------ | ------ |
| İ. Akkuş       | 22         | 8          | 2          | 1          | 5          | 4                | 0                | 0                | 0                | 0                | 26     | 8      | 2      | 1      | 5      |
| Ç. Aksoy       | 8          | 39         | 35         | 0          | 4          | 2                | 3                | 3                | 0                | 0                | 10     | 42     | 38     | 0      | 4      |
| A. Çayır       | 21         | 8          | 7          | 1          | 0          | 3                | 0                | 0                | 0                | 0                | 24     | 8      | 7      | 1      | 0      |
| C. Dağcı       | 28         | 113        | 69         | 36         | 8          | 3                | 7                | 4                | 3                | 0                | 31     | 120    | 73     | 39     | 8      |
| Ü. Demir       | 29         | 0          | 0          | 0          | 0          | 4                | 0                | 0                | 0                | 0                | 33     | 0      | 0      | 0      | 0      |
| M. Güneş       | 21         | 80         | 70         | 6          | 4          | 3                | 24               | 23               | 1                | 0                | 24     | 104    | 93     | 7      | 4      |
| M. Mika        | 26         | 295        | 267        | 19         | 9          | 4                | 58               | 51               | 4                | 3                | 30     | 353    | 318    | 23     | 12     |
| H. Polat       | 28         | 201        | 115        | 70         | 17         | 4                | 29               | 10               | 16               | 4                | 32     | 230    | 125    | 86     | 21     |
| B. Saadat      | 27         | 545        | 460        | 46         | 39         | 4                | 98               | 83               | 10               | 5                | 31     | 643    | 543    | 56     | 44     |
| B. Serçiler    | 10         | 23         | 15         | 8          | 0          | 1                | 0                | 0                | 0                | 0                | 11     | 23     | 15     | 8      | 0      |
| G. Sertel      | 20         | 8          | 2          | 6          | 0          | 3                | 7                | 3                | 3                | 1                | 23     | 15     | 5      | 9      | 1      |
| A. Tetik       | 13         | 10         | 9          | 1          | 0          | 2                | 0                | 0                | 0                | 0                | 15     | 10     | 9      | 1      | 0      |
| M. Vukašinović | 24         | 292        | 243        | 27         | 22         | 3                | 30               | 21               | 2                | 7                | 27     | 322    | 264    | 29     | 29     |
| V. Yılmaz      | 28         | 71         | 28         | 19         | 24         | 4                | 8                | 3                | 3                | 2                | 32     | 79     | 31     | 22     | 26     |

P = presenze; PT = punti totali; AV = attacchi vincenti; MV = muri vincenti; BV = battute vincenti